# Satis

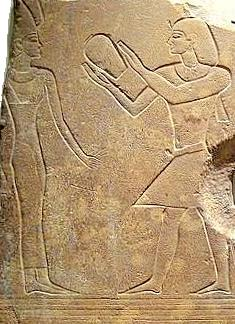
En relief av Satis som dyrkas av farao Sobekhotep III ca 1760 f. Kr

Satis (stavas också Satjit, Sates, och Sati) var en fruktbarhetsgudinna i egyptisk mytologi.  Hennes kult var koncentrerad till övre Nilen vars livgivare hon ansågs vara, hennes namn betyder "Hon som skjuter" eller "Hon som öser".